# Aakre
Aakre – wieś w Estonii, prowincji Valga, w gminie Elva.